# USS Washington (SSN-787)
El USS Washington (SSN-787) es un submarino nuclear de ataque de la clase Virginia Bloque III de la Armada de los Estados Unidos. El contrato para construirlo se otorgó a Huntington Ingalls Industries en asociación con la división Electric Boat de General Dynamics en Newport News, Virginia, el 22 de diciembre de 2008. Este barco es el cuarto de los submarinos del Bloque III que contará con una proa revisada, que incluye algo de tecnología de los SSGN de la clase Ohio. La construcción comenzó el 2 de septiembre de 2011 en Newport News Shipbuilding en Virginia. El 13 de abril de 2012, el secretario de la Marina, Ray Mabus, anunció que el SSN-787 llevaría el nombre del Estado de Washington,  que se celebró durante una ceremonia de nombramiento en Seattle el 7 de febrero de 2013. La Marina lo bautizó el 5 de marzo de 2016, durante una ceremonia en Newport News Shipbuilding en Newport News, Virginia.